# San Rafael del Norte
San Rafael del Norte è un comune del Nicaragua facente parte del dipartimento di Jinotega.